# Sunao Hozaki
Sunao Hozaki (保﨑 淳 Hozaki Sunao?, nacido el 14 de marzo de 1987 en Saitama) es un futbolista japonés que se desempeña como defensa.

## Trayectoria

### Clubes
| Club                | País  | Año         |
| ------------------- | ----- | ----------- |
| Mito HollyHock      | Japón | 2009 - 2011 |
| Thespakusatsu Gunma | Japón | 2012 - 2013 |
| Zweigen Kanazawa    | Japón | 2014        |
| Suzuka Unlimited FC | Japón | 2015        |
| SC Sagamihara       | Japón | 2016 -      |

## Estadística de carrera

### J. League
| Club                | Año   | J. League | J. League | Copa J. League | Copa J. League | Total | Total |
| Club                | Año   | Part.     | Goles     | Part.          | Goles          | Part. | Goles |
| ------------------- | ----- | --------- | --------- | -------------- | -------------- | ----- | ----- |
| Mito HollyHock      | 2009  | 39        | 2         | -              | -              | 39    | 2     |
| Mito HollyHock      | 2010  | 23        | 1         | -              | -              | 23    | 1     |
| Mito HollyHock      | 2011  | 24        | 1         | -              | -              | 24    | 1     |
| Thespa Kusatsu      | 2012  | 10        | 0         | -              | -              | 10    | 0     |
| Thespakusatsu Gunma | 2013  | 25        | 0         | -              | -              | 25    | 0     |
| Zweigen Kanazawa    | 2014  | 29        | 1         | -              | -              | 29    | 1     |
| SC Sagamihara       | 2016  | 19        | 2         | -              | -              | 19    | 2     |
| SC Sagamihara       | 2017  | 29        | 4         | -              | -              | 29    | 4     |
| Total               | Total | 198       | 11        | 0              | 0              | 198   | 11    |